# 5688 Kleewyck
5688 Kleewyck (1991 AD2) là một tiểu hành tinh vành đai chính được phát hiện ngày 12 tháng 1 năm 1991 bởi E. F. Helin ở Palomar. Nó được đặt theo tên the name given bởi the Nuu-chah-nulth thuộc Vancouver Island's west coast to Canadian artist Emily Carr.